# Monte Gennaio
Il monte Gennaio, denominato anche monte dell'Uccelliera, è una montagna imponente dell'Appennino tosco-emiliano, che raggiunge 1810 metri di altitudine; altre fonti riportano il dato di 1814 m s.l.m.
È situato al confine fra le province di Pistoia e di Bologna, del suo complesso fa parte il poggio delle Ignude, un'altura posta poco più a sud. Insieme al vicino Corno alle Scale ed al crinale che, proseguendo verso nord-ovest, giunge fino al monte Cimone, funge da spartiacque fra il bacino tirrenico e quello adriatico.
La cima del monte Gennaio è facilmente raggiungibile sia dalla valle del torrente Orsigna, passando dal Rifugio di Porta Franca, che dalle località di Pratorsi, situata nella valle del torrente Verdiana e di Casetta Pulledrari (in questi casi si passa dal Rifugio del Montanaro).
Più impegnativi sono invece, per un maggiore dislivello, i sentieri che raggiungono la vetta partendo dal versante bolognese. La partenza obbligata, in questo caso, è rappresentata dal Rifugio Segavecchia.
Al di sopra della quota limite del bosco (in questa zona rappresentato essenzialmente da faggi) si trova una estesa area di vaccinieto che caratterizza anche altre montagne della zona, come il monte La Nuda ed il monte Cornaccio. Del resto la vegetazione e la fauna sono quelle caratteristiche della Foresta del Teso e del parco regionale del Corno alle Scale.
Secondo la tradizione popolare toscana il nome "Gennaio" deriva dal fatto che il monte è coperto di neve durante tutta la stagione invernale e fino al mese di aprile inoltrato, pertanto le escursioni sono consigliabili dal mese di maggio fino all'inizio dell'autunno. Il sito può essere caratterizzato anche da giornate di vento molto forte e dall'arrivo di improvvisi banchi di nebbia: è bene prevedere la possibile presenza di questi fenomeni ed effettuare escursioni in giornate chiaramente limpide e stabili poiché vi sono tratti che si presentano più esposti, compreso il tratto tra il Monte Gennaio e il Passo dello Strofinatoio.

### Cartografia
- Cartografia riportata nel portale cartografico della regione Toscana
- Cartografia italiana dell'Istituto Geografico Militare (IGM) in scala 1:25.000 e 1:100.000, www.pcn.minambiente.it